# Трестіоара (Минзелешть, Бузеу)
Трестіоара (рум. Trestioara) — село у повіті Бузеу в Румунії. Входить до складу комуни Минзелешть.
Село розташоване на відстані 125 км на північ від Бухареста, 42 км на північний захід від Бузеу, 111 км на захід від Галаца, 79 км на схід від Брашова.

## Населення
За даними перепису населення 2002 року у селі проживали 260 осіб, усі — румуни. Усі жителі села рідною мовою назвали румунську.